# Świecie
Pour l’article homonyme, voir Świecie (Basse-Silésie).
Świecie (autrefois en allemand : Schwetz) est une ville de la voïvodie de Couïavie-Poméranie, dans le centre de la Pologne, et le chef-lieu du powiat de Świecie.

## Géographie
Świecie est situé en Poméranie, dans la région Kociewie, pays des Kociewiacy, un groupe ethnique polonais voisin des Kachoubes. Elle se trouve au point de confluence entre la rivière Wda et la Vistule. 
La ville est un nœud important sur le réseau routier. Les routes internationales E75 (Gdańsk-Cieszyn) et E261 (Świecie-Wrocław) s’y croisent. La future autoroute A1 passera à 12 km de la ville. 
Świecie n’est éloigné que de quatre kilomètres de la voie ferrée reliant Gdańsk à la Silésie. 

## Histoire
Świecie est une des plus anciennes villes de Pologne. La première mention historique de la ville date de 1198. À l’époque, la ville est la capitale du duché de Świecie, en Poméranie, gouverné notamment par Świętopełk II et Mestwin II. 
Lorsque l’Ordre Teutonique s’est installé à proximité en 1226, Świecie devient une place forte importante dans le système de défense de la Poméranie. Finalement, en 1309, ce sera la dernière forteresse poméranienne à tomber dans les mains teutoniques qui l'obtiennent par l'accord de Soldin du margrave Valdemar de Brandebourg. Świecie devient une commanderie (Komtur) de l’Ordre sous le nom de Schwetz. Un château fort est construit et la ville reçoit les privilèges urbains en 1338. Pendant la guerre de Treize Ans, le château change plusieurs fois de mains, pour finalement être sous la vassalité des Polonais à partir de 1466 comme toute la Prusse royale, peuplée majoritairement d'Allemands.  
La ville s’enrichit considérablement grâce au commerce sur la Vistule. Lors du Déluge suédois, Schwetz est dévasté et le château incendié. Il faut un siècle pour reconstruire la ville. Après le premier partage de la Pologne, Schwetz est annexé en 1772 par la Prusse et fait partie de l'arrondissement de Schwetz (jusqu’en 1920).  

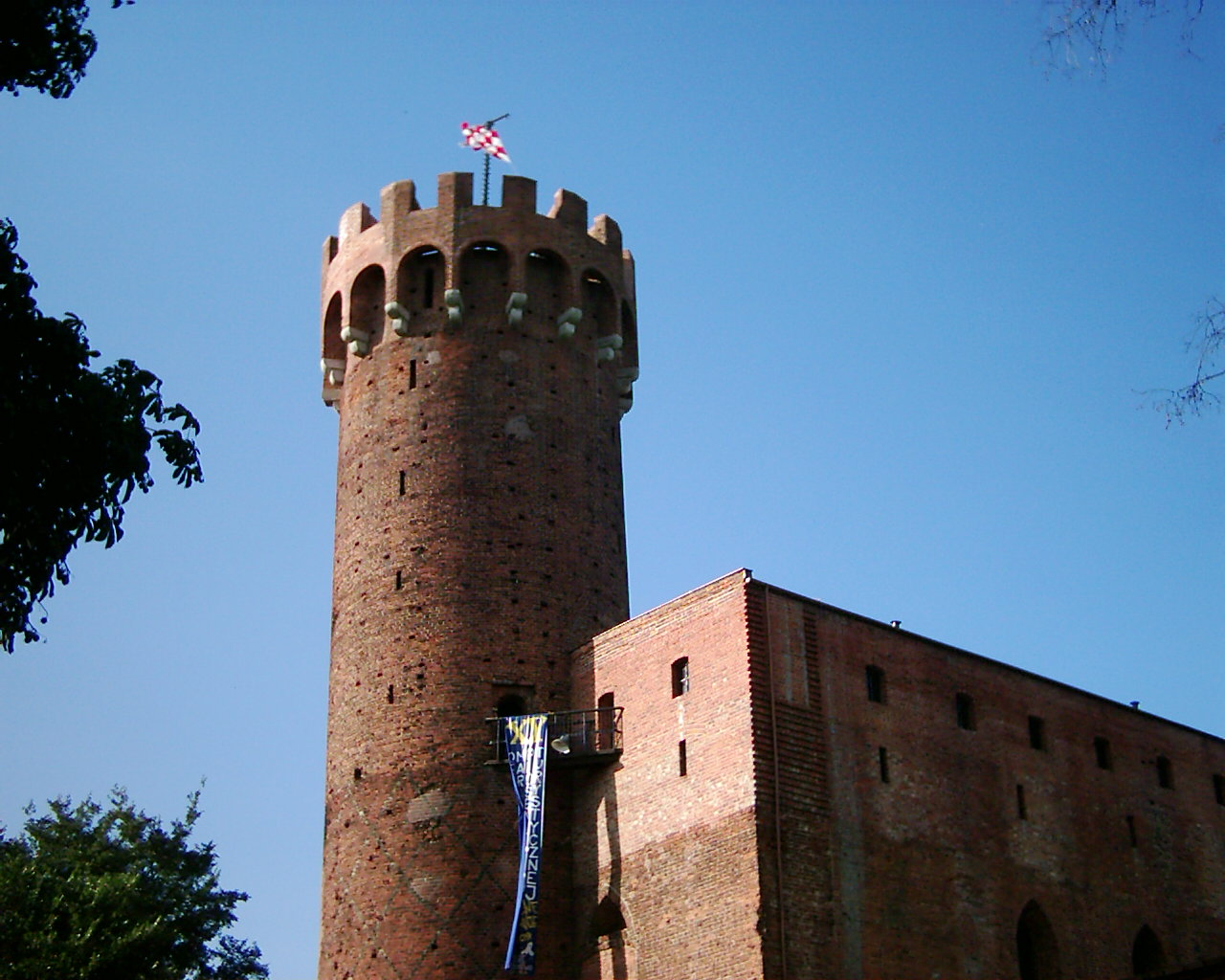
Le château des chevaliers teutoniques

Le site primitif de la ville se trouvait sur la rive de la Vistule et était fréquemment sujet à des inondations. Ce n’est qu’à partir du milieu du XIXe siècle que la ville déménage sur les hauteurs de la rive gauche de la Wda. La population passe alors très vite de 3 166 habitants (1849) à 6 000 habitants. À la veille de la Seconde Guerre mondiale, Świecie compte 10 000 habitants. 
L'armée allemande s’empare de la ville le 3 septembre 1939. Les exactions et les exécutions de masse sont nombreuses (1 350 patients de l’hôpital psychiatrique sont exécutés dans les bois environnants, des groupes de Juifs sont fusillés en pleine rue, etc.). 
La ville reprend son essor après la guerre. La population passe de 8 300 habitants (1945) à 13 500 habitants (1961). Les industries alimentaires se développent. Une importante papeterie est construite dans la banlieue en 1968. Après quelques années, elle emploie 4 600 personnes. 
Aujourd’hui, Świecie est un important centre industriel et commercial de la voïvodie de Couïavie-Poméranie.

## Patrimoine

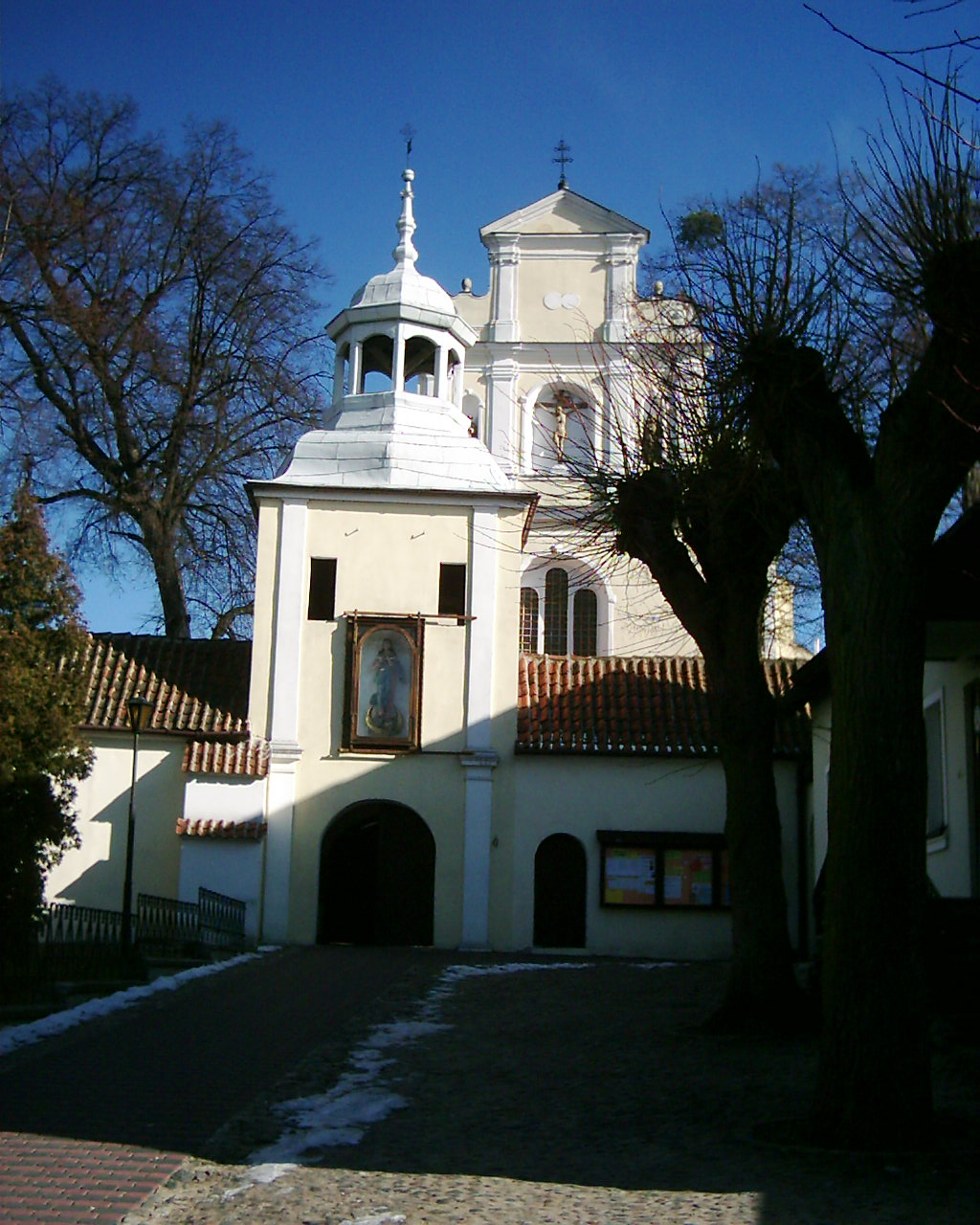
Monastère des Bernardins

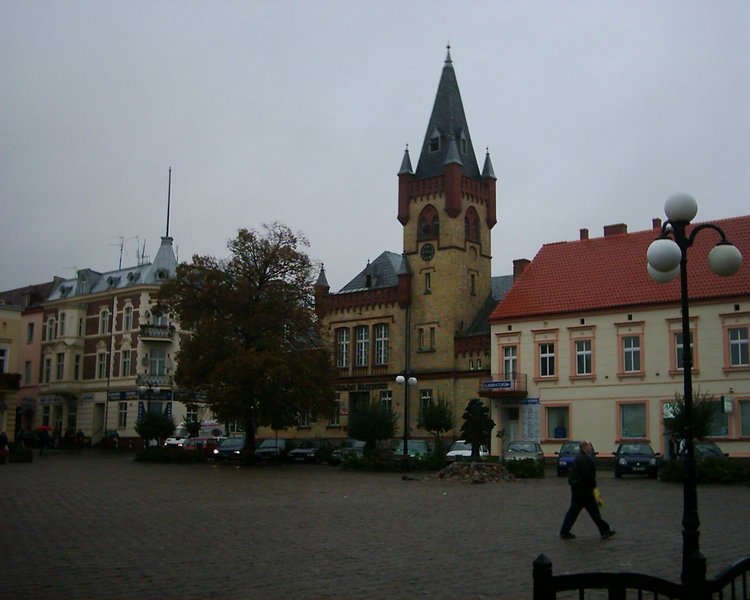
Hôtel de ville

- Les ruines du château gothique construit par les Teutoniques (1335-1350), un exemple unique dans le nord de l’Europe de château imitant le style italien.
- Les vestiges des remparts du XIVe siècle.
- L’église principale, construite au XVe siècle, endommagée pendant la dernière guerre, restaurée par la suite.
- L’église et le monastère des Bernardins (1692-1720), de style baroque.
- L’hôtel de ville (1879), de style victorien.
- De nombreuses maisons représentants tous les styles architecturaux du XIXe siècle.
- L’église saint André Boboli (1891-1894) de style néogothique.

## Économie
Aujourd’hui, Świecie est un important centre industriel et commercial de la voïvodie de Couïavie-Poméranie.  
Principales activités économiques :
- production de papier
- industries alimentaires (sucrerie, abattoirs, meuneries, etc.)
- production de briques
- imprimerie
- commerce
- soins de santé (hôpital psychiatrique)

## Jumelages
Villes partenaires :
- Kuusankoski (Finlande)
- Pieszyce (Pologne)
- Offida (Italie)
- Gernsheim (Allemagne)